# Tatiana Pieri
Tatiana Pieri (* 29. März 1999) ist eine italienische Tennisspielerin.

## Karriere
Pieri begann im Alter von fünf Jahren mit dem Tennissport und bevorzugte Sandplätze. Auf Turnieren des ITF Women’s Circuit gewann sie bislang drei Einzel- und fünf Doppeltitel.
2016 und 2017 trat sie bei den Juniorinnenwettbewerben der Grand-Slams im Juniorinneneinzel und -doppel an. Mit Lucrezia Stefanini erreichte sie im Juniorinnendoppel der French Open 2016 das Halbfinale sowie mit Federica Bilardo das Achtelfinale im Juniorinnendoppel der Australian Open 2017.

## Turniersiege

### Einzel
| Nr. | Datum           | Turnier   | Kategorie | Belag | Finalgegnerin         | Ergebnis      |
| --- | --------------- | --------- | --------- | ----- | --------------------- | ------------- |
| 1.  | 27. Juni 2021   | L’Aquila  | ITF W15   | Sand  | Anne Schäfer          | 2:6, 6:3, 7:5 |
| 2.  | 19. Mai 2024    | Villach   | ITF W35   | Sand  | Walerija Strachowa    | 6:4, 7:5      |
| 3.  | 17. August 2025 | Bydgoszcz | ITF W35   | Sand  | Kajsa Rinaldo Persson | 6:2, 6:3      |

### Doppel
| Nr. | Datum              | Turnier                  | Kategorie   | Belag        | Partnerin          | Finalgegnerinnen                              | Ergebnis         |
| --- | ------------------ | ------------------------ | ----------- | ------------ | ------------------ | --------------------------------------------- | ---------------- |
| 1.  | 23. September 2016 | Santa Margherita di Pula | ITF $10.000 | Sand         | Lucrezia Stefanini | Alice Balducci Marcella Cucca                 | 6:4, 6:0         |
| 2.  | 21. Oktober 2016   | Santa Margherita di Pula | ITF $10.000 | Sand         | Federica Bilardo   | Ylena In-Albon Giorgia Marchetti              | 6:4, 7:5         |
| 3.  | 17. Februar 2017   | Bergamo                  | ITF $15.000 | Sand (Halle) | Lucrezia Stefanini | Martina Colmegna Ylena In-Albon               | 3:6, 6:3, [10:6] |
| 4.  | 21. Juli 2019      | Aschaffenburg            | ITF $25.000 | Sand         | Ivana Popovic      | Irene Burillo Escorihuela Despina Papamichail | 7:65, 6:4        |
| 5.  | 22. Februar 2020   | Iraklio                  | ITF $15.000 | Sand         | Dalila Spiteri     | Nuria Brancaccio Olga Helmi                   | 4:6, 6:0, [10:6] |